# Bayer Jenő
Bayer Jenő (Békéscsaba, 1932. március 6. – Püspökladány, 1970. november 29.) kémia-fizika szakos tanár, gyógyszerkémikus, a kémiai tudományok kandidátusa (1965).

## Életrajza
Bayer Jenő és Szabó Ilona matematika–fizika szakos középiskolai tanárok gyermekeként született. Édesapja eltünt a második világháborúban. 1959-ben vette feleségül Trautmann Izabella gyógyszerésztechnikust. Egy öccse és egy húga született.
1950-ben érettségizett Békéscsabán, majd 1954-ben a Szegedi Tudományegyetemen szerzett kémia–fizika szakos tanári oklevelet. 1959-ben doktorált, 1966-tól a kémiai tudományok kandidátusa.
1954–1960 között a Kőbányai Gyógyszerárugyár Analitikai Laboratóriumának kutatómérnöke, 1960–1970 között tudományos munkatársa és 1962–1970 között az Alkalmazott Fizikai Kémiai Kutatólaboratórium vezetője. 1962–1965 között az MTA–TMB önálló aspiránsa.
1970. november 29-én hunyt el autóbalesetben, 38 évesen.

## Munkássága
Fő kutatási területei a reszerpin és átalakulási termékei, főleg növényi eredetű gyógyszeralapanyagok és más gyógyszerkészítmények voltak. Közel félszáz közleménye jelent meg, számos előadást tartott.
Tudományos pályafutásának kezdetén növénykémiai készítmények rutinszerű analitikai vizsgálatával foglalkozott, később érdeklődése az úgynevezett ultra-mikroanalitikai kémia felé fordult.
Jelentős eredményeket ért el az anyarozs és alkaloidái, valamint a rezerpin bomlásfolyamatának vizsgálata terén. A rezerpin vizsgálatára új, papírkromatográfiai módszert dolgozott ki, megadta a rezerpint tartalmazó gyógyszerkészítmény (Rausedyl-injekció) optimális összetételét, amelyben a hatóanyag bomlása nem következik be. Vizsgálta még a kalcium-glükonát készítmények mikrokristályos kiválását is.
Az MTA Gyógyszeranalitikai Munkabizottságának valamint az Egészségügyi Minisztérium és az MTA közös Gyógyszerészeti és Gyógyszerkönyvi Bizottságának tagja.

## Főbb művei
- Különféle minőségű ergotamintartarátok vizsgálata. Többekkel. (Acta Pharmaceutica, 1956)
- Kristályos rezerpin meghatározása vízmentes közegben. (Magyar Kémiai Folyóirat, 1956)
- Mathematical Approximation of the Periodic Functions of the Fields S and P. Lakatos Bélával, Király Dezsővel. (Acta Chimica, 1958)
- Natív anyarozs-alkaloidákat tartalmazó gyógyszeres készítmények alkaloidtartalmának meghatározása ibolyántúli abszorpciójuk alapján. (Acta Pharmaceutica, 1958)
- 3-izorezerpin, a rezerpin átalakulásterméke. Szporny Lászlóval. (Magyar Kémiai Folyóirat, 1959)
- Rauwolfia alkaloidák. I–III. Pongráczné Sterk L.- lel. (Gyógyszerészet, 1959–1960)
- Drazsébevonatok színezőanyagainak vizsgálata. (Gyógyszerészet, 1961)
- Gyógyszeres készítmények papírkromatogramjainak kiértékelése denzitométerrel. (Acta Pharmaceutica, 1961)
- Szerves vegyületek szerkezetfelderítése fizikai módszerekkel. A 2-[3’-piridil]-1,3,8-triaza-naftalin szerkezetfelderítése. Kandidátusi értekezés (Budapest, 1965)
- Az optikai rotációs diszperzió. (Magyar Kémikusok Lapja, 1965)
- Szerves vegyületek elektronszínképe. 1–2. (Gyógyszerészet, 1967)
- A piridon-2 nagyfelbontású protonrezonancia spektrumának analízise. Neszmélyi Andrással. (Kémiai Közlemények, 1969)